# Sinh hoạt hàng ngày
Sinh hoạt hàng ngày (tiếng Anh: Activities of daily living, viết tắt là ADLs hoặc ADL) là một thuật ngữ dùng trong y học để chỉ những hoạt động chăm sóc bản thân hàng ngày của con người. Khái niệm ADLs ban đầu được Sidney Katz và nhóm của ông đề xuất vào thập niên 1950 tại Bệnh viện Benjamin Rose ở Cleveland, OH và đã được thêm vào một cách tinh tế hơn bởi nhiều nhà nghiên cứu từ thời điểm đó. Các chuyên gia y tế thường sử dụng khả năng hoặc sự không có khả năng để thực hiện ADLs giống như một thước đo về tình trạng chức năng của họ, đặc biệt với những người thương tật, người khuyết tật và người già.